# Mistrovství světa v alpském lyžování 2013 – sjezd žen
Soutěž ve sjezdu žen na Mistrovství světa v alpském lyžování 2013 se konala na sjezdovce Planai v neděli 10. února jako třetí ženský závod šampionátu. Start se uskutečnil v 11.00 hodin místního času. Zúčastnilo se jej 41 závodnic z 20 zemí.
Mistryní světa se stala Francouzka Marion Rollandová, která vyhrála první významný závod kariéry. Stříbrnou medaili získala Italka Nadia Fanchiniová a bronz si odvezla německá lyžařka Maria Höflová-Rieschová, která po zlatu ze superkombinace získala na šampionátu druhou medaili.

## Výsledky
Závod byl odstartován v 11:00 hodin.

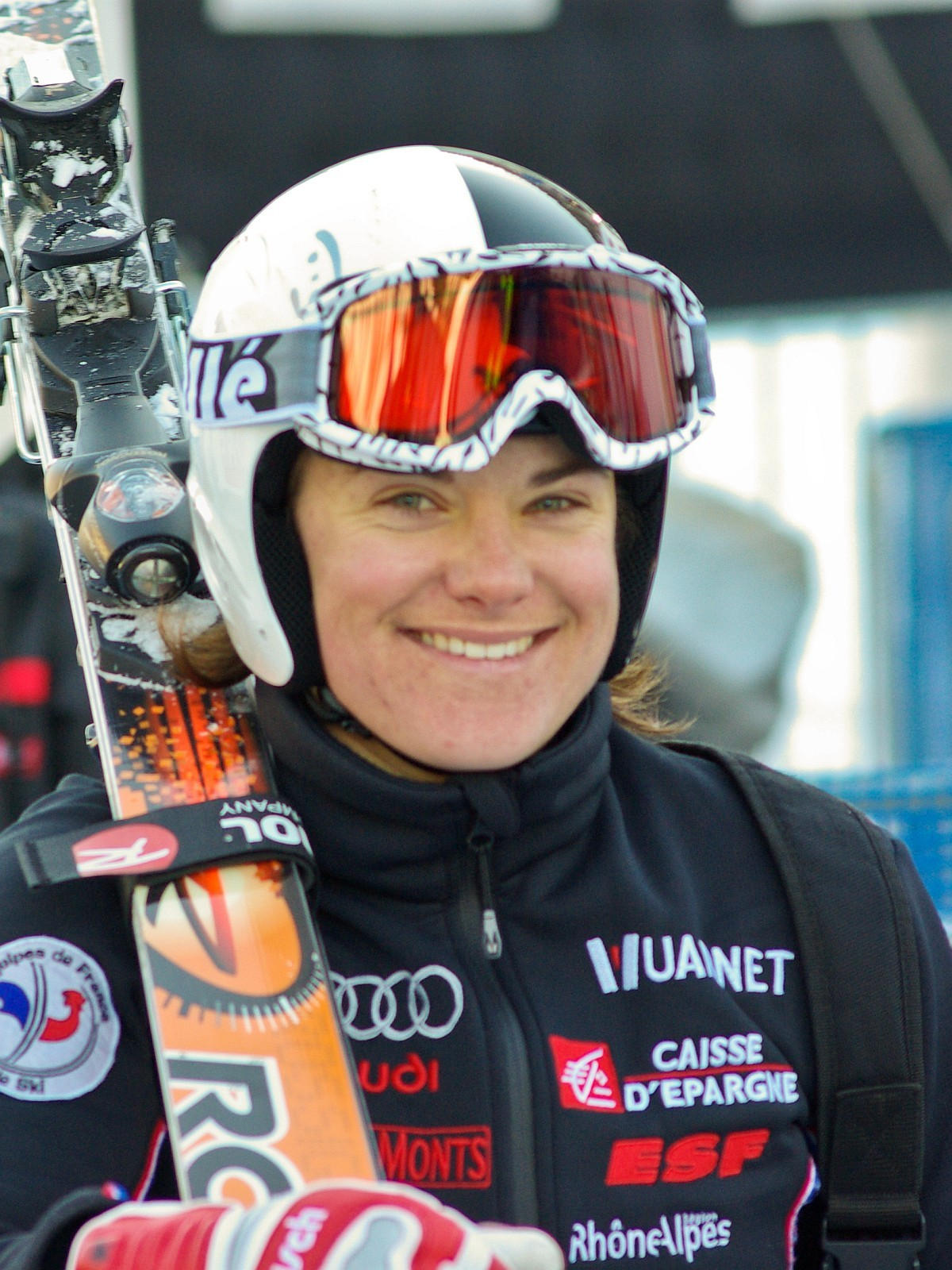
Mistryně světa Marion Rollandová

| Pořadí                                                                                               | Č. | Závodnice               | Stát            | Čas     | Ztráta |
| --- | -- | ----------------------- | --------------- | ------- | ------ |
| 1.                                                                                                   | 22 | Marion Rollandová       | Francie         | 1:50.00 |        |
| 2.                                                                                                   | 2  | Nadia Fanchiniová       | Itálie          | 1:50.16 | +0.16  |
| 3.                                                                                                   | 16 | Maria Höflová-Rieschová | Německo         | 1:50.70 | +0.70  |
| 4.                                                                                                   | 15 | Nadja Kamerová          | Švýcarsko       | 1:50.74 | +0.74  |
| 5.                                                                                                   | 17 | Julia Mancusová         | Spojené státy   | 1:50.85 | +0.85  |
| 6.                                                                                                   | 19 | Stacey Cooková          | Spojené státy   | 1:50.91 | +0.91  |
| 7.                                                                                                   | 20 | Tina Mazeová            | Slovinsko       | 1:51.21 | +1.21  |
| 8.                                                                                                   | 4  | Andrea Fischbacherová   | Rakousko        | 1:51.23 | +1.23  |
| 9.                                                                                                   | 24 | Elena Fanchiniová       | Itálie          | 1:51.45 | +1.45  |
| 10.                                                                                                  | 13 | Elisabeth Görglová      | Rakousko        | 1:51.48 | +1.48  |
| 11.                                                                                                  | 10 | Anna Fenningerová       | Rakousko        | 1:51.55 | +1.55  |
| 12.                                                                                                  | 8  | Leanne Smithová         | Spojené státy   | 1:51.58 | +1.58  |
| 13.                                                                                                  | 21 | Tina Weiratherová       | Lichtenštejnsko | 1:51.71 | +1.71  |
| 14.                                                                                                  | 14 | Marie Marchand-Arvier   | Francie         | 1:51.74 | +1.74  |
| 15.                                                                                                  | 27 | Carolina Ruiz Castillo  | Španělsko       | 1:51.93 | +1.93  |
| 16.                                                                                                  | 11 | Lara Gutová             | Švýcarsko       | 1:51.96 | +1.96  |
| 17.                                                                                                  | 12 | Alice McKennisová       | Spojené státy   | 1:52.03 | +2.03  |
| 18.                                                                                                  | 23 | Regina Sterzová         | Rakousko        | 1:52.05 | +2.05  |
| 19.                                                                                                  | 7  | Ilka Štuhecová          | Slovinsko       | 1:52.16 | +2.16  |
| 20.                                                                                                  | 30 | M. Kaufmann-Abderhalden | Švýcarsko       | 1:52.32 | +2.32  |
| 21.                                                                                                  | 25 | Lotte Smiseth Sejersted | Norsko          | 1:52.36 | +2.36  |
| 22.                                                                                                  | 6  | Sofia Goggiová          | Itálie          | 1:52.85 | +2.85  |
| 23.                                                                                                  | 28 | Edit Miklósová          | Maďarsko        | 1:53.25 | +3.25  |
| 24.                                                                                                  | 26 | Klára Křížová           | Česko           | 1:53.26 | +3.26  |
| 25.                                                                                                  | 1  | Vanja Brodniková        | Slovinsko       | 1:53.37 | +3.37  |
| 26.                                                                                                  | 36 | Sara Hectorová          | Švédsko         | 1:53.38 | +3.38  |
| 27.                                                                                                  | 32 | Ragnhild Mowinckelová   | Norsko          | 1:53.67 | +3.67  |
| 28.                                                                                                  | 34 | Larisa Yurkiwová        | Kanada          | 1:53.69 | +3.69  |
| 29.                                                                                                  | 29 | Alexandra Colettiová    | Monako          | 1:54.01 | +4.01  |
| 30.                                                                                                  | 37 | Jelena Jakovišinová     | Rusko           | 1:54.93 | +4.93  |
| 31.                                                                                                  | 31 | Anastasia Kedrinová     | Rusko           | 1:55.03 | +5.03  |
| 32.                                                                                                  | 35 | Maria Bedarevová        | Rusko           | 1:55.91 | +5.91  |
| 33.                                                                                                  | 38 | Greta Smallová          | Austrálie       | 1:56.12 | +6.12  |
| 34.                                                                                                  | 33 | Alexandra Prokopjevová  | Rusko           | 1:56.72 | +6.72  |
| 35.                                                                                                  | 41 | Isabel van Buynderová   | Belgie          | 1:57.31 | +7.31  |
| 36.                                                                                                  | 40 | Andrea Komšićová        | Chorvatsko      | 1:59.53 | +9.53  |
| 37.                                                                                                  | 39 | Maria Kirkovová         | Bulharsko       | DNS     |        |
| 37.                                                                                                  | 3  | Stefanie Moserová       | Rakousko        | DNF     |        |
| 37.                                                                                                  | 5  | Veronique Hroneková     | Německo         | DNF     |        |
| 37.                                                                                                  | 9  | Dominique Gisinová      | Švýcarsko       | DNF     |        |
| 37.                                                                                                  | 18 | Daniela Merighettiová   | Itálie          | DNF     |        |
| Č. – startovní číslo závodníka, DNS – závodník nenastoupil na start, DNF – závodník nedojel do cíle. |    |                         |                 |         |        |